# 戸外炉峠駐車公園
戸外炉峠駐車公園（ととろとうげちゅうしゃこうえん）は、北海道深川市音江町にある公園である。

## 所在地
- 北海道深川市音江町字国見

## 設備
- 駐車場（16台）
- トイレ
- あずま屋
- 案内板
- バリアフリー設備

## 開園時間
- 終日（ただし11月中旬頃 - 4月中旬頃は閉鎖）